# Knez Igor
Knez Igor je opera Aleksandra Borodina u 4 čina (5 slika) s prologom. Libreto je napisao skladatelj, prema scenariju V. V. Stasova. Skladana je 1869. – 1870. i 1874. – 1887.
Praizvedena je 4. studenoga 1890. u Marinskij Teatru u Sankt-Peterburgu, a u Zagrebi 16. prosinca 1890..

## Uloge
- Knez Igor, vladar u Putivlju: bariton
- Jaroslavna, njegova druga žena: sopran
- Vladimir, njegov sin iz prvog braka: tenor
- Knez Galicki, Jaroslavnin brat: bas
- Končak, kan tatarskog plemena Polovjeca: bas
- Končakovna, njegova kćerka: alt
- Ovlur, pokršteni Polovjec: tenor
- Skula i Jeroška, narodni svirači: bas i tenor
- Polovjecka djevojka: mezzosopran
- Ostali:

Ruski knezovi i kneginje, boljari i boljarice, ruski vojnici, djevojke, seljaci, polovjecki kanovi i vojnici, zarobljenici, ropkinje, polovjecke djevojke...
Radnja se zbiva u Rusiji, u gradu Putivlju i u polovjeckom logoru, 1185. g.

## Komentar na operu
Godine 1869. Borodin je zamolio Vladimira Stasova, povjesničara umjetnosti i književnog mentora skladatelja Moćne gomilice, da mu predloži odgovarajući sadržaj za operu. Stasov je uočio Borodinovljeve kvalitete kao pretežno lirskog skladatelja, koji je nasljedio Glinkinu sklonost prema ruskoj epskoj prošlosti, pa je pažljivo pripremio temeljit scenarij utemeljen na pučkom epu iz 12. st. Slovo o polku Igoreve (Slovo o vojni Igorevoj). Izvorna je svrha epa bila da se pohod iskoristi kao sredstvo isticanja političkog i duhovnog nejedinstva raznih kijevskih kneževina i da se pokaže potreba za ujedinjenjem Rusije.
Borodin je bio oduševljen tim prijedlogom, no na nesreću odlučio je sam napisati libreto, pa umjesto da je dovršio tekst prije početka skladanja, pisao ga je u dijelovima usporedno s glazbom. Tijekom tog postupka početna se zamisao razvodnila u sam Igor, zbog svoje hrabre, neobuzdane, no u biti slabe naravi, postao je gotovo antiheroj. Opera je puna istočnjačkih ritmova, pa je brzo stekla veliku popularnost, osobito zbog pjevačkih, zborskih te plesnih prizora. Od arija se ističe poznati Igorov monolog u sužanjstvu, s poznatim usklikom «Dajte mi slobodu», velika arija viteškog kana Končaka i veliki prizor iz posljednjeg čina, poznat pod nazivom «Plač Jaroslavne». Plesni prizori smješteni su u polovjecki logor, i postali su zbog neobuzdane i temperamentne glazbe toliko omiljeni, da se izvode i kao samostalna koncertna ili baletna točka.
Opera se redovito izvodi u nešto skraćenoj verziji, koja obje slike u polovjeckom logoru spaja u jednu.
Poslije Borodinove smrti samozvani izvršitelji njegove glazbene oporuke, Rimski-Korsakov i Glazunov, našli su se pred zadatkom da dovrše operu. Glazunov je popunio većinu praznina (uključujući i pisanje uvertire po sjećanju), dok se Rimski-Korsakov prihvatio jednako teškog zadatka - uređivanja i orkestriranja ostatka djela. Tako su načinili jedino izdanje opere koje je ikad bilo objavljeno. Iako je Glazunov hrabro pokušao preraditi 3. čin tako da sadrži Borodinovu Polovjecku koračnicu i trio (koji čini i drugu temu uvertire), ta se intervencija obično izostavlja u izvedbama, pa nedostaje vrlo dramatična epizoda Igorova bjega.

## Sadržaj
Predigra: Građena je na motivima iz opere, posebno na motivu Igorove arije.
Prolog: 
Na trgu ispred crkve okupio se narod kako bi ispratio svog kneza i njegova sina s vojskom u borbu protiv nadirućih četa tatarskog plemena Polovjeca. Igor se oprašta od supruge Jaroslavne, koju ostavlja na brigu njezinom bratu, razvratnom pijanici knezu Galickom, kojemu je svojedobno bio puno pomogao. U trenutku kad se vojska sprema na polazak, odjednom počinje pomrčina sunca, znak u kojem svi osim Igora vide nagovještaj nesreće u ratu, te odvraćaju Igora od pohoda. On, međutim, ipak odlazi ostavivši ucviljenu Jaroslavnu. Nitko na trgu nije primijetio da su se dvojica iz redova njegovih četa iskrala 2 smiješna čovjeka, Skula i Jeroška. Oni su narodni svirači gudoka, probisvijeti i ispičuture, koji ne žele poći u rat. Oni će radije stupiti u službu kneza Galickog.
1. čin: 
U domu kneza Galickog banče besposlene pijanice, koje predvode Skula i Jeroška. Dolazi pijani knez i huška ih protiv Igorove vlasti; da je on vladar u Putivlju - priča o sebi- svi bi samo cijeli dan jeli, pili i zabavljali se s djevojkama. U tom trenutku nailazi skupina djevojaka koje mole kneza da im vrati na silu otetu prijateljicu. Galicki im se ruga i otjera ih, a njegovi prijatelji nastave bančiti. Na kraju ostanu sami pripiti Skula i Jeroška.
Promjena: U svom dvoru Jaroslavna sa zebnjom očekuje vijesti od Igora.
Dolaze djevojke i tuže se na zlodjela njezina brata; no tada nailazi i sam knez Galicki i one uplašeno bježe. Tek pod najoštrijim prijetnjama kneginje, Galicki pristaje pustiti nasilno odvedenu djevojku, te gunđajući odlazi. Dolaze boljari, smrknuta lica. Na pitanje Jaroslavne javljaju joj da je vojska potučena, a knez Igor u ropstvu Tatara. (Taj prizor je veličanstveni mučki zbor, koji raste u snažnoj gradaciji do paničnog trenutka u kojem se oglase zvona i krikovi uzbune: neprijatelj je ispred grada. Boljari se spremaju da borbom obrane grad i kneginju.
2. čin: 
U polovjeckom logoru kanova kćerka Končakovna sanjari o mladom knezu Vladimiru, zarobljeniku koji je osvojio njeno srce. Polovjecke djevojke zabavljaju je pjesmom i plesom. Kratkom, veoma slikovitom starodrevnom pjesmom polovjecki stražari pozivaju na počinak. Dolazi Vladimir i u ariji izriče svoju ljubav za Končakovnu. Ona je čula ljubavni zov, i sjedinjuje se s njime u uzbuđenom ljubavnom duetu. Koraci u noći splaše zaljubljene i oni se razdvoje. To luta nesretni knez Igor, mučen savješću što je izgubio bitku i ostavio nezaštićen narod i ljubljenu Jaroslavnu. On želi na slobodu da bi se još jednom mogao oduprijeti neprijatelju i da tako spere ljagu sa svoje časti. Slijedi velika arija.
Prikrada mu se potajno pokršteni Polovjec Ovlur i nudi mu mogućnost bijega. Igor to u prvi tren odbija, jer smatra bijeg nečasnim. Dolazi kan Končak, koji Igora uvjerava da ga smatra prijateljem a ne zarobljenikom, i nudi mu suradnju, koju knez ponosno odbija. Da bi mu dokazao svoju sklonost, Končak mu nudi bogate darove i u njegovu čast naredi veliki ples. Slijedi prizor Polovjeckih plesova.
3. čin:
Na razvaljenim bedemima Putivlja Jaroslavna plače nad sudbinom svoga naroda i zarobljenog kneza; s tužnom pjesmom prolaze potišteni ruski seljaci. Odjednom Jaroslavna u daljini ugleda dva jahača, i u jednom od njih prepoznaje Igora. To je knez prihvatio ponudu Ovlura i pobjegao iz polovjeckog logora, pošto mu je sin Vladimir ostao u naručju Končakovne. Jaroslavna i Igor se radosno pozdravljaju i odlaze u dvor. U prolazu ih ugledaju Skula i Jeroška. Shvativši da je došao kraj njihovu veselju u službi kneza Galickog, razmišljaju o tome kako će se dodvoriti Igoru. Sjetivšise, zvone na uzbunu i obavještavaju narod o Igorovom sretnom povratku. Tako steknu oproštenje i bogatu nagradu. Narod slavi Igora i Jaroslavnu.